# Cosa
Cosa là một đô thị trong tỉnh Teruel, Aragon, Tây Ban Nha. Theo điều tra dân số 2006 (INE), đô thị này có dân số là 87 người.